# 이종훈 (희극인)
이종훈(1982년 9월 2일 ~)은 대한민국의 희극인이다.

## 연기 활동

### 방송
- KBS2 《개그콘서트》
  - 〈드라이 클리닝〉
  - 〈굿모닝한글〉
  - 〈헬스걸〉
  - 〈까다로운 변선생〉
  - 〈국가대표〉
  - 〈착한 녀석들〉
  - 〈불청객들〉
  - 〈조아족〉
  - 〈이소룡이 간다〉
  - 〈복두신권〉
  - 〈속풀이 강사 송강사〉
  - 〈뿌레땅 뿌르국〉뿌레땅 뿌르국 국민 1 역
  - 〈그냥가~〉
  - 〈꽁트의 신〉
  - 〈닥터피쉬〉
  - 〈이층의 악당〉
  - 〈봉숭아학당〉
  - 〈네가지〉
  - 〈주먹이 운다〉
  - 〈팀명 징크스〉
  - 〈엑소시스트〉
  - 〈4네가지〉
  - 〈K-JOB 스타〉
  - 〈착한 사람만 보여요〉
  - 〈참으show〉
  - 〈쉽게 설명해줄게〉
  - 〈교무회의〉
  - 〈귀신이 산다〉
  - 〈좀도둑들〉
  - 〈전국구〉
  - 〈신사동 노랭이〉
  - 〈편하게 있어〉김준현의 아버지 역
  - 〈딸바보〉김혜선의 할머니 역
  - 〈왕게임〉
  - 〈초근접 현미경〉
  - 〈취해서 온 그대〉
  - 〈도찐개찐〉
  - 〈라스트 헬스보이〉
  - 〈오스트랄로삐꾸스〉
  - 〈혹시 몰라서〉
- 《우리동네 예체능》 (KBS2)
- 《출발드림팀 시즌 2》 (KBS2)
- 《웃찾사》 (SBS)

## 수상
- 2007년 KBS 연예대상 코미디부문 우수코너상

## 유행어
- 그렇게해서 살이 빠지겠는가? (헬스걸)
- 좋았어! 바로 그거야! (헬스걸)
- 이런다! 남자들은 이런다! (교무회의)
- 으으으으으 초등학생 마인드~! (교무회의)
- 소리 질러~! (전국구)
- 누가 왔어? (편하게 있어)
- 미안해 내가 귀가(눈이) 어두워서 그래 (편하게 있어)
- 내가 올해 아흔 둘이야! (편하게 있어)
- 싱빙칠~? (편하게 있어)
- 다 필요없어! (취해서 온 그대)
- 헛○○ (취해서 온 그대)
- 세상에는 도찐개찐만 존재하는게 아닙니다! 빽도의 박성호! (도찐개찐)
- 안녕~! (라스트 헬스보이)
- 삐꾸~, 이게 뭐야?(오스트랄로삐꾸스)
- 죽을 것 같은데(오스트랄로삐꾸스)

## 같이 보기
- 이승윤
- 윤형빈
- 김기열(K&K 엔터테인먼트 대표)
- 홍인규
- 김준호